# 나카노세키정
나카노세키정(中関町)은 야마구치현 사바군에 설치되었던 정이다. 현재의 호후시에 해당한다.

## 역사
- 1889년 4월 1일 - 정촌제 시행에 의해 2촌의 구역을 가지고 나카노세키촌이 성립하였다.
- 1926년 11월 1일 - 정으로 승격해 나카노세키정이 되었다.
- 1936년 8월 25일 - 호후정, 하나기촌, 무레촌과 합병해 호후시가 성립, 동일 나카노세키정은 폐지되었다.

## 참고문헌
- 角川日本地名大辞典 35 山口県